# Szuszalewo
Szuszalewo – wieś w Polsce położona w województwie podlaskim, w powiecie sokólskim, w gminie Dąbrowa Białostocka.

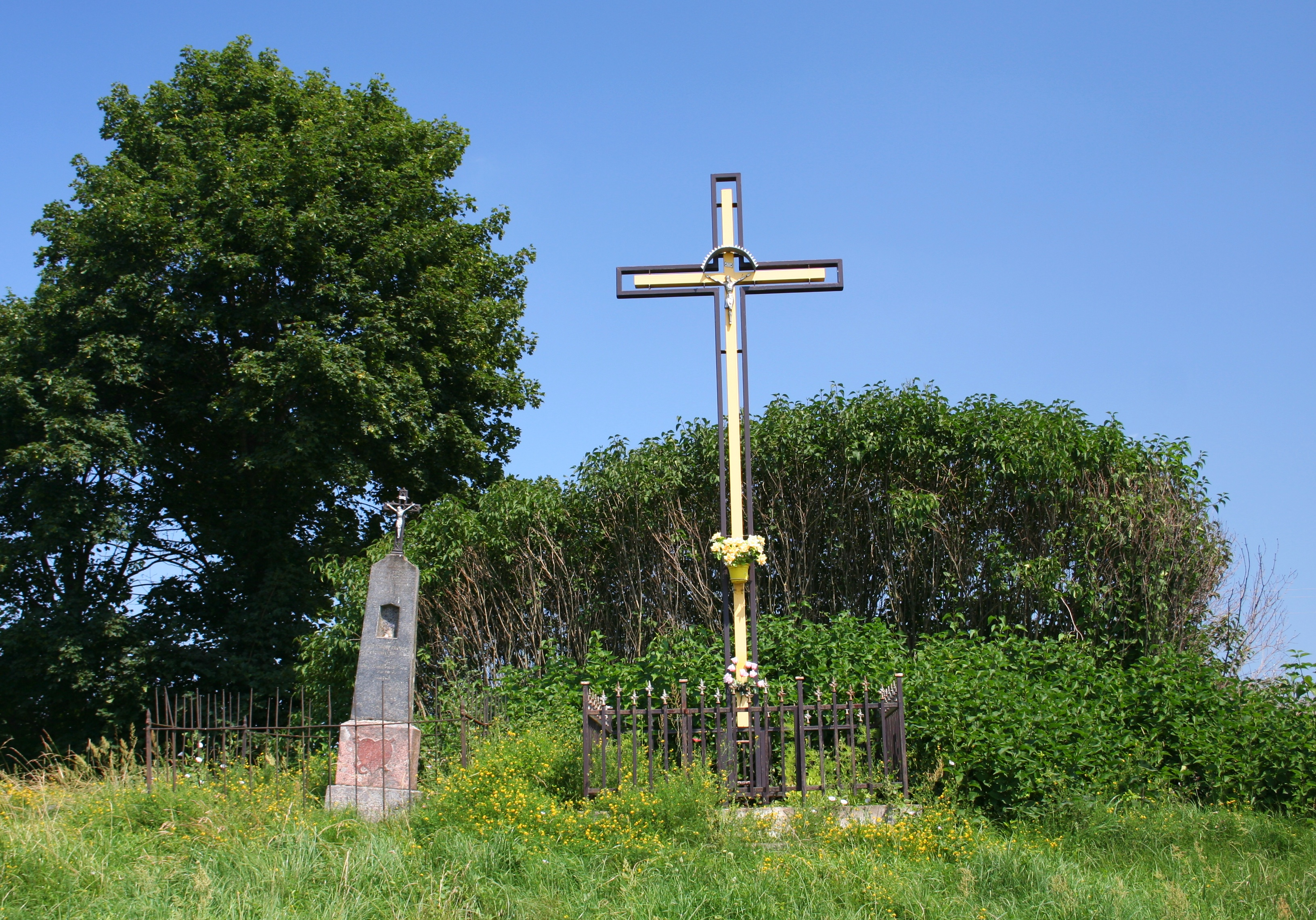
Krzyże przydrożne w Szuszalewie

Wieś królewska ekonomii grodzieńskiej położona była w końcu XVIII wieku w powiecie grodzieńskim województwa trockiego. W latach 1975–1998 miejscowość administracyjnie należała do województwa białostockiego.
Wieś położona jest na sandrowej Wyspie Szuszalewskiej. Przez torfowiska Szuszalowej prowadzi ścieżka przyrodnicza Szuszalewo. Znajduje się przy niej wieża widokowa na bagna nad Biebrzą, wykonana przez Związek Komunalny Biebrza. Przez miejscowość przechodzi także Zachodni szlak turystyczny gminy Lipsk
Wierni kościoła rzymskokatolickiego należą do parafii św. Stanisława w Dąbrowie Białostockiej.